# Eucladium
Eucladium là một chi rêu trong họ Pottiaceae.